# Parafia Matki Bożej Częstochowskiej w Legnicy
Parafia Matki Bożej Częstochowskiej w Legnicy – parafia rzymskokatolicka znajdująca się w dekanacie Legnica Zachód w diecezji Legnickiej. Jej proboszczem jest o. dr Tomasz Skibiński OFM. Obsługiwana przez franciszkanów z Prowincji św. Jadwigi Zakonu Braci Mniejszych. Erygowana 3 maja 1988. Mieści się na Osiedlu Sienkiewicza przy ulicy Tulipanowej.

## Zasięg parafii
- Legnickie ulice w parafii: Astrów, Bartnicza, Borsucza, Bratkowa, Brzoskwiniowa, Chabrowa, Czerwonych Maków, Daktylowa, Filtrowa, Fiołkowa, Gożdzikowa, Groszkowa, Jaworzyńska od 171 do końca, Jaśminowa, Kaskady, Konwaliowa, Liliowa, Malwowa, Miejska, Morelowa, Nowodworska, Orzechowa, Palmowa, Pigwowa, Południowa, Rumiankowa, Sadownicza, Stokrotek, Storczykowa, Tulipanowa, Wielogórska, Wiśniowa, Żniwna, Żytnia.

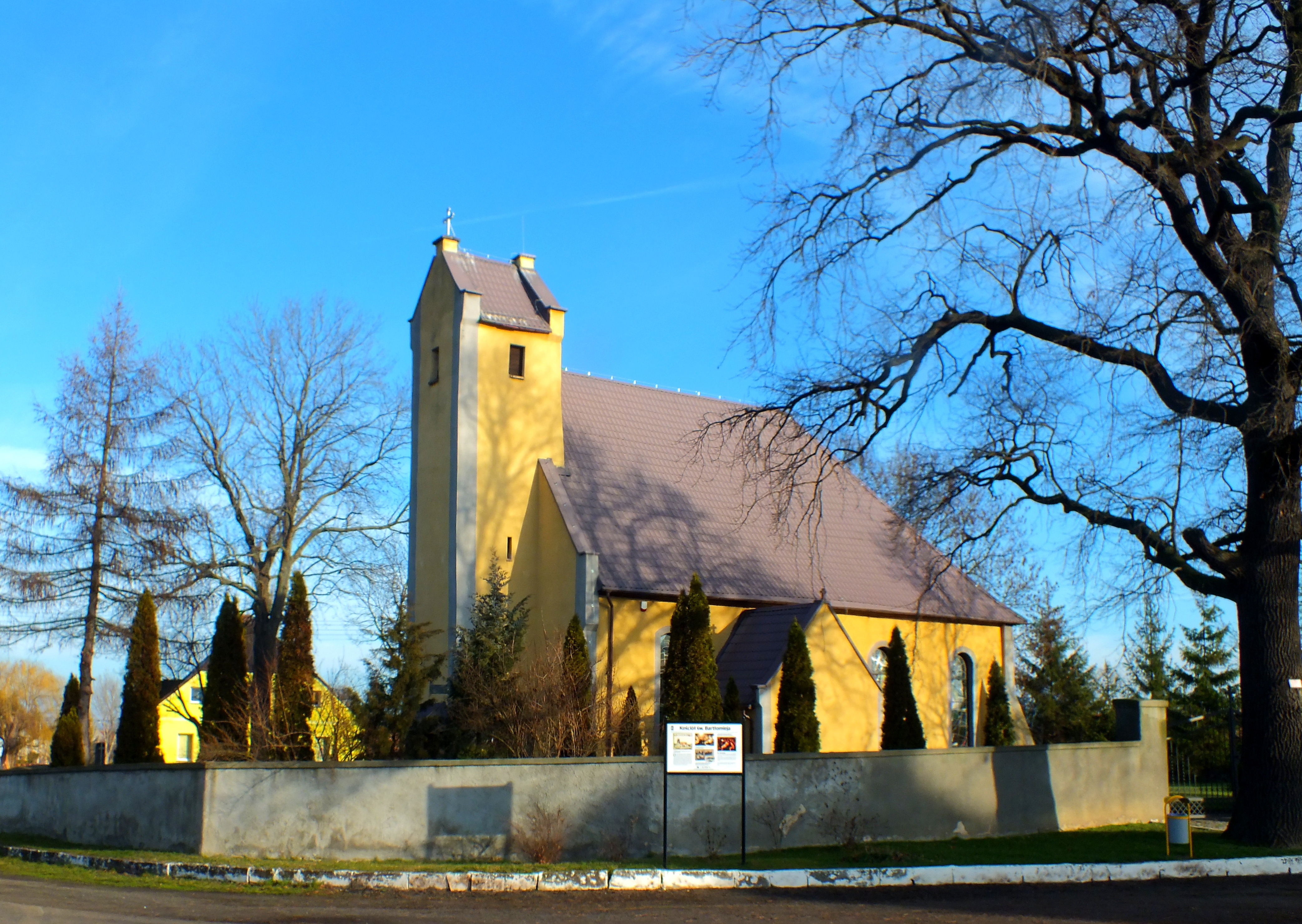
Kościół filialny pw. św. Bartłomieja w Nowej Wsi Legnickiej

- Nowa Wieś Legnicka